# Michael Somare

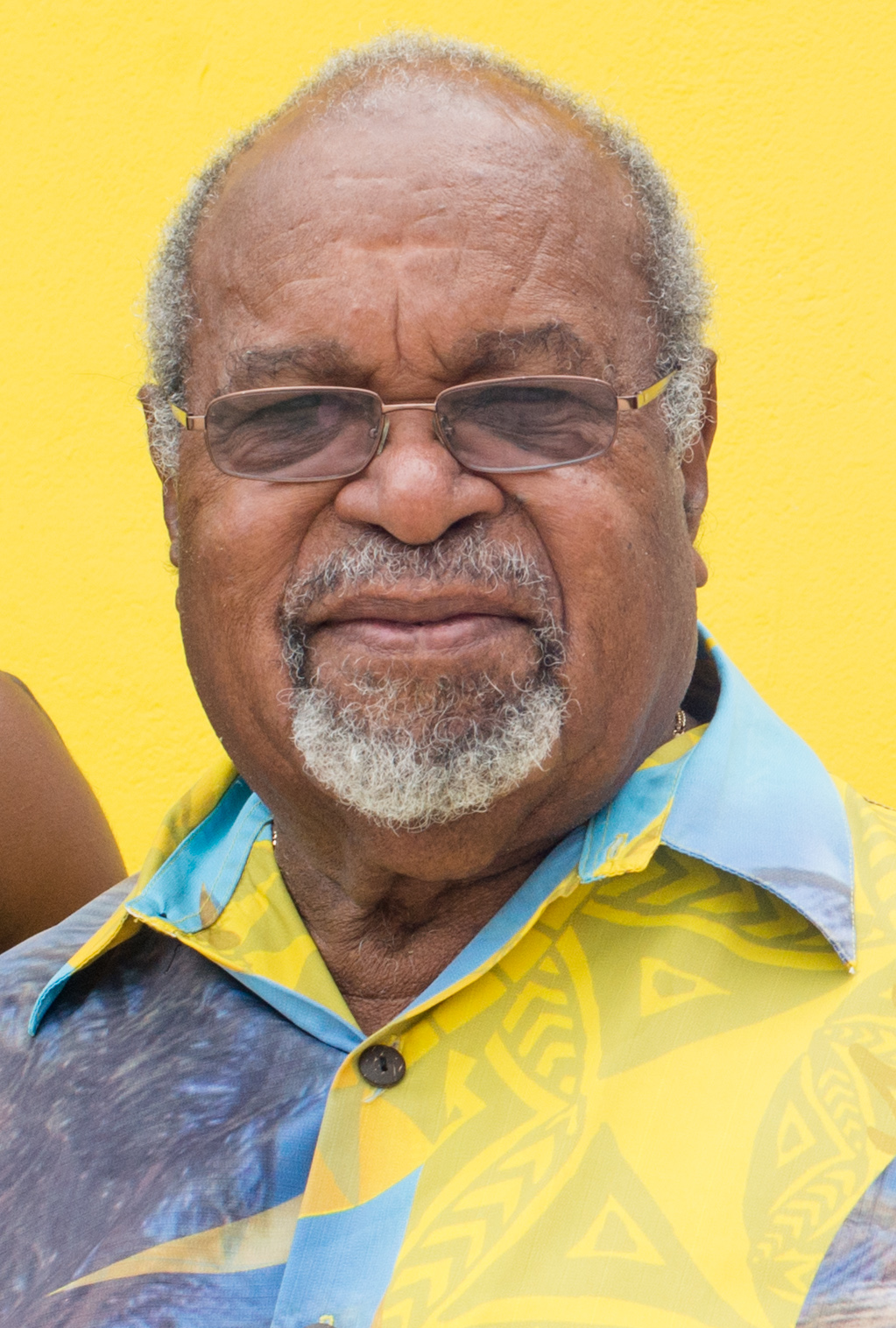
Michael Somare (2014)

Sir Michael Thomas Somare GCMG CH (* 9. April 1936 in Rabaul; † 26. Februar 2021) war mehrfach Premierminister von Papua-Neuguinea. In seiner ersten Amtszeit von 1975 bis 1980 führte er den Inselstaat in die Unabhängigkeit. Er bekleidete das Amt des Premiers erneut von 1982 bis 1985 und von 2002 bis 2011. Früher Mitglied der Pangu Party, war er später Führer der National Alliance Party.

## Leben

### Schul- und Lehrzeit (1936 bis 1963)
Michael Somare war das älteste Kind von Ludwig Somare Sana (Polizist von 1922 bis 1947) und Kambe Somare, der ersten von vier Frauen Ludwig Somares. Er wurde zwar in Rabaul, dem Einsatzort seines Vaters, geboren, wuchs aber im Dorf Karau im Murik Lakes Distrikt in der East Sepik Province auf. Während des Zweiten Weltkriegs ging er auf eine Grundschule (primary school) der japanischen Besatzungsmacht. Nach Ende des Krieges besuchte er die Boram Primary School, das Dregerhafen Education Center und die Sogeri High School, deren Abschluss er 1957 erwarb. Einige Jahre arbeitete er als Lehrer und kehrte 1962 bis 1963 für weitere Ausbildungen an die Sogari High School zurück.

### Arbeit als Journalist (bis 1968)
Nach seiner Zeit als Lehrer arbeitete er im noch nicht unabhängigen Papua-Neuguinea als Radio-Journalist in Wewak. 1965, unmittelbar nach der Hochzeit mit seiner ersten Frau Veronika, trat er eine weitere Ausbildung am Administrative College in Waigani (Port Moresby) an und wurde in die Verwaltung versetzt.

### Politisches Leben (seit 1968)
1967 war Somare Mitbegründer der Pangu Party und kandidierte 1968 für das Second House of Assembly. Seit 1968 hält er den regionalen Parlamentssitz der East Sepik Province. Er führte die Opposition bis zu den Wahlen von 1972, als er mit Julius Chans People’s Congress Party eine Koalition bildete. 1973 entließ die Noch-Kolonialmacht Australien das Land in die Selbstverwaltung (self government) und Somare wurde Premierminister. Er spielte eine wesentliche Rolle in der Vorbereitung der Unabhängigkeit von 1975 und der Entwicklung der Verfassung.
1980 wurde Somare durch ein Misstrauensvotum gestürzt und durch Julius Chan ersetzt. Von 1982 bis 1985 war er erneut Premierminister.
1988 wurde der damalige Premierminister Paias Wingti durch ein Misstrauensvotum gestürzt und durch Rabbie Namaliu ersetzt, der Somare kurz vorher von seinem Posten als Parteivorsitzender der Pangu Party verdrängt hatte. In der Folge gründete Somare seine eigene Partei, die National Alliance Party.
1997 kandidierte er wieder für den Posten des Premierministers, wurde aber von Bill Skate geschlagen.
Somares Partei gewann 2002 mit 19 von 109 Sitzen die relative Mehrheit im Parlament, was ihr aufgrund Verfassungsänderungen aus der vorangegangenen Legislaturperiode, die das politische Leben stabilisieren sollten, den Auftrag zur Regierungsbildung zutrug. Er bildete eine Koalition aus 17 der 18 im Parlament vertretenen Parteien. Somare blieb bis zu den Neuwahlen 2007 im Amt. Er war der erste Premierminister seit der Unabhängigkeit, der diesen Posten eine volle 5-Jahres-Legislaturperiode besetzte. Peter O’Neill wurde Oppositionsführer.
Somare trat am 13. Dezember 2010 freiwillig zurück (step aside). Er musste sich einem Untersuchungsausschuss stellen, der wegen fehlender Bilanzen aus den 1990er Jahren gegen ihn ermittelte. Der am 7. Dezember 2010 zum Stellvertreter des Premierministers ernannte Sam Abal übernahm für die Dauer des Untersuchungsausschusses das Amt. Obwohl der Ausschuss seine Arbeit noch nicht beendet hatte, kehrte Somare am 17. Januar 2011 als Premierminister zurück. Zur Begründung wurde angegeben, der Rücktritt vom 13. Dezember 2010 sei rechtlich nicht möglich gewesen.
Im April 2011 flog Somare nach Singapur, wo er sich zur medizinischen Behandlung aufhielt. Er wurde von seinem Stellvertreter Sam Abal vertreten. Am 2. August 2011 erklärte das Parlament von Papua-Neuguinea das Amt des Premierministers als vakant und wählte den früheren Finanzminister Peter O’Neill zum Premierminister.
Am 26. Januar 2012 scheiterte mit der Meuterei der Streitkräfte von Papua-Neuguinea ein Versuch Somares, mit einem Putsch wieder an die Macht zu gelangen.
Michael Somares Sohn Arthur Somare schlug ebenfalls die politische Laufbahn ein.

#### Auszeichnungen
Im Verlaufe seines öffentlichen Lebens erhielt Somare verschiedene Ehrungen, darunter einige Ehrendoktortitel und Mitgliedschaften in britischen Orden: 1978 wurde er durch Königin Elisabeth II. in den Order of the Companions of Honour aufgenommen, 1991 wurde er von Elisabeth II. als Knight Grand Cross des Order of St Michael and St George zum Ritter geschlagen.

#### Kultureller Hintergrund
In der Öffentlichkeit tritt er regelmäßig in traditionellem Gewand auf. Den Kontakt zu seinem Dorf hat er nie abbrechen lassen. Seit 1973 trug er den von seinem Vater geerbten Titel „Sana“ (Friedensmacher).

#### Politischer Hintergrund
Als überzeugter Nationalist vertrat er in der Öffentlichkeit immer wieder selbstbewusste, gelegentlich auch konfrontative Positionen gegenüber der ehemaligen Kolonialmacht Australien. Somare versuchte die ökonomische Abhängigkeit von Australien zu durchbrechen. In seine Regierungszeit fiel allerdings auch die australische Enhanced Cooperation Package (ECP, auch „Joint Agreement on Enhanced Cooperation“) von 2004, die umfassende Personalhilfe im Justiz- und Polizei-Sektor vorsah und den Haushalt jährlich mit 300 Mio. A$ unterstützen sollte, aber letztlich nur in reduziertem Umfang durchgeführt wurde.

## Veröffentlichungen
- Autobiographie Sana (1975)